# Дайносор
Провинциа́льный парк Да́йносор (англ. Dinosaur Provincial Park) — провинциальный парк в канадской провинции Альберта, примерно в 200 километрах от Калгари и 48 километрах от городка Брукс. Парк расположен в долине реки Ред-Дир, известной своими бедлендами.
Парк создан 27 июня 1955 года в честь 50-го юбилея Министерства туризма, парков и отдыха провинции Альберта с целью защиты места раскопок ископаемых животных. Первым начальником парка был Рой Фаулер (англ. Roy Fowler).
Провинциальный парк динозавров принят в список Всемирного наследия ЮНЕСКО 26 октября 1979 года.
Находки, сделанные до 1985 года, были отправлены в музеи по всему миру, такие как Королевский музей Онтарио в Торонто, Канадский музей природы в Оттаве, Американский музей естественной истории в Нью-Йорке. После 1985 года находки стали отправлять в Королевский Тиррелловский палеонтологический музей, построенный в 100 километрах от парка.
В 2022 году в парке найдены отлично сохранившиеся две крупные окаменелости — ступня и часть хвоста, покрытые окаменелой кожей. Найденные останки принадлежат гадрозавру, погибшему в промежутке между 77-75 миллионами лет назад, за 10 миллионов лет до того, как все динозавры вымерли.

## Палеонтология
Парк знаменит тем, что это одно из крупнейших хранилищ окаменелостей динозавров в мире. Здесь были найдены остатки более чем 500 динозавров, принадлежащих к 39 видам.
Также были найдены сохранившиеся останки разнообразных групп пресноводных позвоночных (акулы, скаты, веслоносовые рыбы, амии, панцирниковые и костистые рыбы), амфибий (лягушки, саламандры), рептилий и млекопитающих (землеройки, сумчатые белки, грызуны). Млекопитающие представлены чаще окаменелыми зубами, а не костями.
Список найденных в парке видов динозавров:
Ceratopsia
- Leptoceratops sp.
- Centrosaurus apertus, C. brinkmani
- Styracosaurus albertensis
- Pachyrhinosaurus
- Chasmosaurus belli, C. russelli
- Vagaceratops irvinensis

Hadrosauridae
- Corythosaurus casuarius
- Gryposaurus notabilis, G. incurvimanus
- Lambeosaurus lambei, L. magnicristatus
- Prosaurolophus maximus
- Parasaurolophus walkeri

Ankylosauria
- Panoplosaurus
- Edmontonia
- Euoplocephalus tutus

Hypsilophodontidae
- Orodromeus

Pachycephalosauria
- Stegoceras

Tyrannosauridae
- Daspletosaurus torosus
- Gorgosaurus libratus

Ornithomimidae
- Ornithomimus
- Struthiomimus

Caenagnathidae
- Chirostenotes pergracilis
- Chirostenotes elegans
- Chirostenotes collinsi
- Citipes elegans[англ.][2]

Dromaeosauridae
- Dromaeosaurus albertensis
- Saurornitholestes
- Hesperonychus elizabethae

Troodontidae
- Troodon

Неопределенная классификация
- Ricardoestesia gilmorei

Также представлены гесперорнисообразные птицы и птерозавры — например, криодракон.